# ریچارد مردیت
ریچارد مردیت (به انگلیسی: Richard Meredith؛ ۲۲ دسامبر ۱۹۳۲ – ۶ فوریهٔ ۲۰۲۵) بازیکن هاکی روی یخ اهل ایالات متحده آمریکا بود.
وی در مسابقات کشوری و بین‌المللی در مجموع، برندهٔ ۱ مدال طلا و ۱ مدال نقره شده‌است.